# Ленцбург
Ле́нцбург (нем. Lenzburg) — город в Швейцарии, окружной центр, находится в кантоне Аргау. 
Входит в состав округа Ленцбург.  Население составляет 7882 человека (на 31 декабря 2007 года). Официальный код  —  4201.

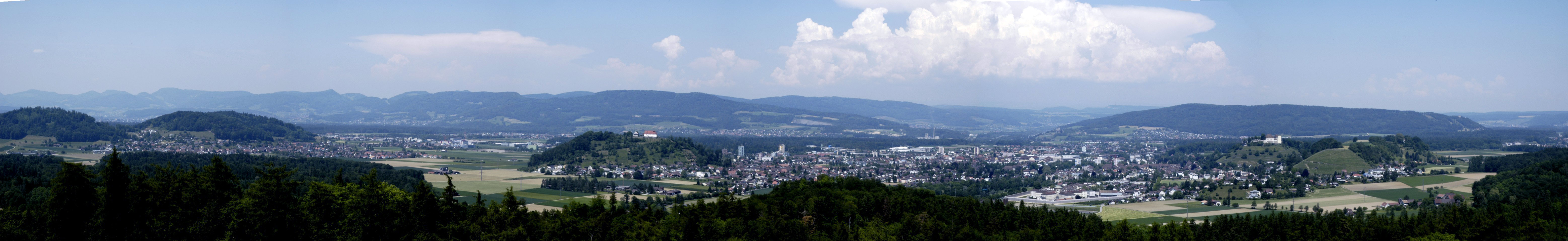
Ленцбург - панорама.

## Фотографии

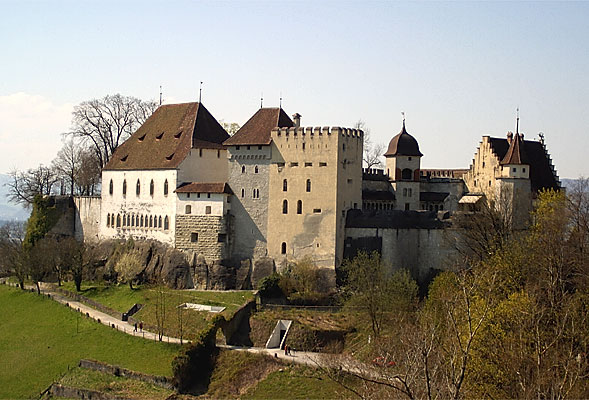
Замок
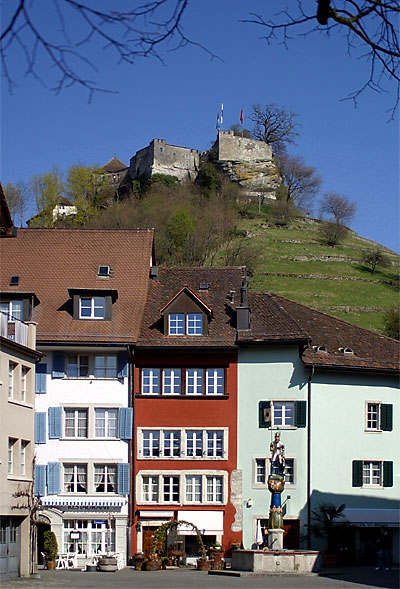
Замок
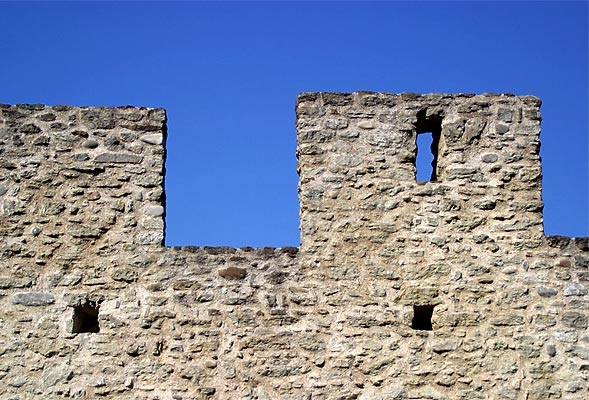
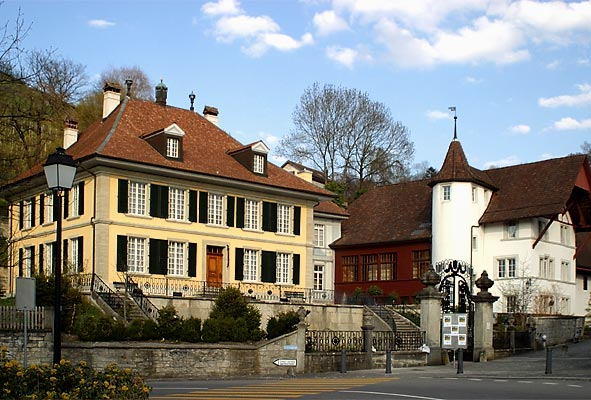
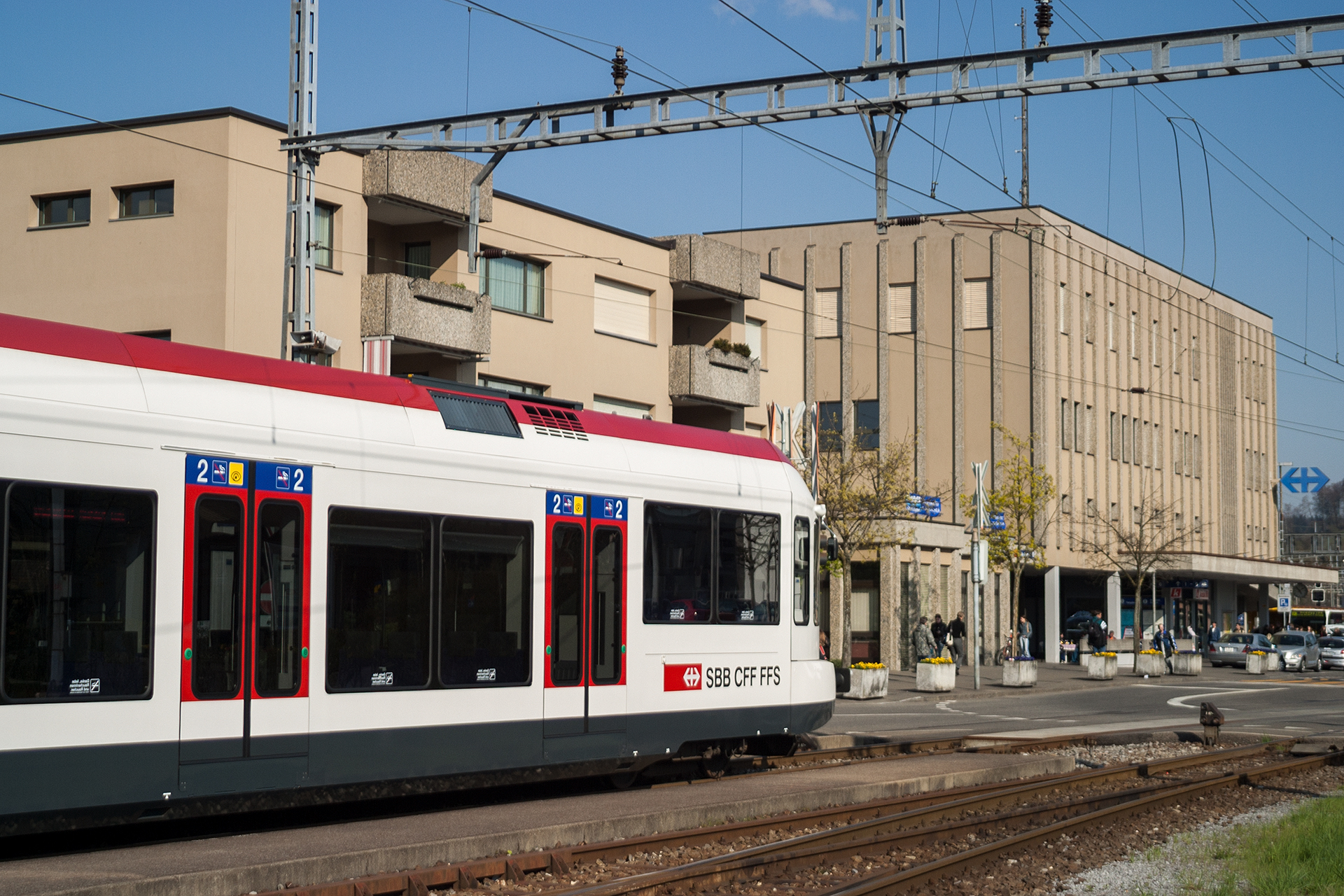
Вокзал
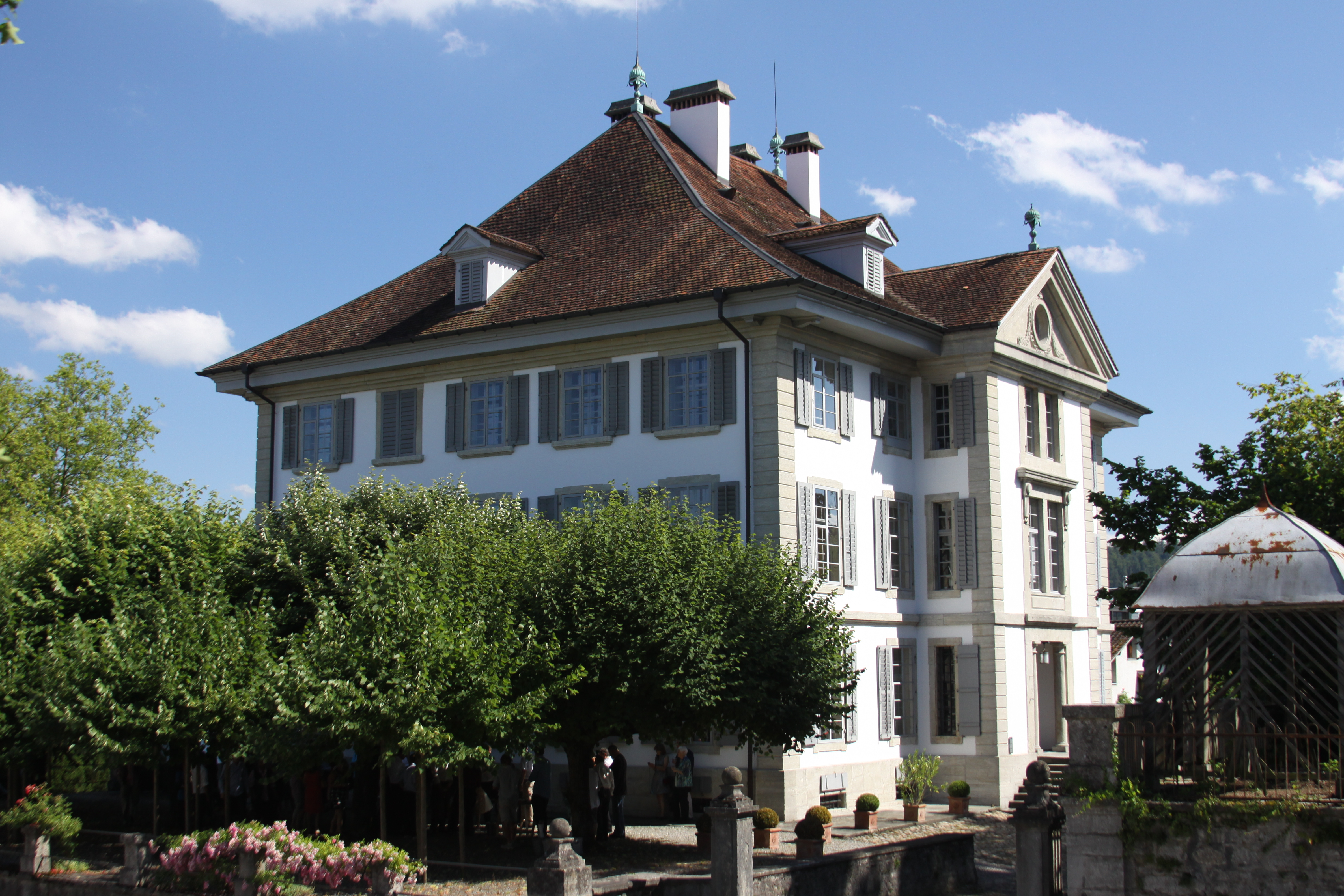
Мюллерхаус